# Tad Williams
Robert Paul „Tad” Williams (ur. 14 marca 1957 w San Jose, Kalifornia) – amerykański pisarz science fiction i fantasy, najbardziej znany jako autor trylogii Pamięć, Smutek i Cierń oraz cyklu Inny świat. W listopadzie 2004 ukazał się pierwszy tom jego nowej trylogii – Shadowmarch. Przez długi czas mieszkał w miejscowości Palo Alto.

### Pamięć, Smutek i Cierń (Memory, Sorrow and Thorn)
- Smoczy tron (The Dragonbone Chair, 1988), wyd. polskie 1993
- Kamień rozstania (Stone of Farewell, 1990), wyd. polskie 1993
- Wieża Zielonego Anioła (To Green Angel Tower, 1993), wyd. polskie w czterech tomach: Cierpliwy kamień, Kręta droga, Toczące się koło i Płonąca wieża (1994)
- opowiadanie Człowiek z płomieni (The Burning Man, 1998), w antologii Legendy (Legends, 1998) pod redakcją Roberta Silverberga (wyd. polskie 1999)

### Inny świat (Otherland)
- Miasto Złocistego Cienia (City of Golden Shadow) (1996), wyd. polskie 1999
- Rzeka z Błękitnego Ognia (River of Blue Fire) (1998), wyd. polskie 2000
- Góra z Czarnego Szkła (Mountain of Black Glass) (1999), wyd. polskie 2001
- Morze Srebrzystego Światła (Sea of Silver Light) (2001), wyd. polskie 2002
- opowiadanie Chłopiec, który znalazł szczęście po śmierci (Otherland: The Happiest Dead Boy in the World) 1998, w antologii Legendy II (Legends II, 2004) pod redakcją Roberta Silverberga (wyd. polskie 2004).

### Inne powieści
- Pieśń Łowcy (Tailchaser’s Song, 1985), wyd. polskie 1994
- Dziecko z Miasta Przeszłości (Child of an Ancient City, 1992) z Niną Kiriki Hoffman(inne języki), wyd. polskie 1995
- Czas Kalibana (Caliban’s Hour, 1994), wyd. polskie 1995
- Wojna kwiatów (The War of the Flowers, 2003), wyd. polskie 2006

### Zwyczajna Farma (The Ordinary Farm Adventures)
- Smoki ze Zwyczajnej Farmy (The Dragons of Ordinary Farm, 2009), wyd. polskie 2010
- Tajemnice Zwyczajnej Farmy (The Secrets of Ordinary Farm, 2011), wyd. polskie 2012

### Marchia Cienia (Shadowmarch)
- Marchia Cienia (Shadowmarch, 2004), wyd. polskie 2006
- Rozgrywka Cienia (Shadowplay, 2007), wyd. polskie 2008
- Powrót Cienia (Shadowrise, 2010), wyd. polskie 2010
- Serce Cienia (Shadowheart, 2010), wyd. polskie 2011

### Bobby Dollar
- Brudne ulice Nieba (The Dirty Streets of Heaven, 2012), wyd. polskie 2014
- Szczęśliwa godzina w piekle (Happy Hour in Hell, 2013), wyd. polskie 2014
- Zaspać na Sąd Ostateczny (Sleeping Late on Judgement Day, 2014), wyd. polskie 2016
- God Rest Ye Merry, Gentlepig (2014) e-book

### Ostatni król Osten Ard (The Last King Of Osten Ard)
- Serce świata utraconego (The Heart of What Was Lost, 2017) prequel 1., wyd. polskie 2017
- Brothers of the Wind (2021) prequel 2.
- Korona z czarodrzewu (The Witchwood Crown, 2017), wyd. polskie 2019
- Empire of Grass (2019)
- Into the Narrowdark (2022)